# Concurso Internacional de Piano Van Cliburn
O Concurso Internacional de Piano Van Cliburn (em inglês: Van Cliburn International Piano Competition), também conhecida como The Cliburn, é um concurso pianístico sediado nos Estados Unidos, organizado pela fundação homônima. Sua primeira edição ocorreu em 1962, na cidade de Fort Worth, no estado do Texas. O evento leva o nome do pianista Van Cliburn, vencedor da primeira edição do Concurso Internacional Tchaikovsky, em 1958.
Inicialmente realizado na Universidade Cristã do Texas (Texas Christian University), o concurso passou a ocorrer, a partir de 2001, no Bass Performance Hall, também em Fort Worth.
A competição ocorre a cada quatro anos, sendo a edição mais recente realizada em 2025. Os vencedores e finalistas recebem prêmios em dinheiro, além de oportunidades para turnês internacionais em salas de concerto de renome, com liberdade na escolha de repertório.
Durante sua vida, Van Cliburn não atuou como jurado, nem contribuiu financeiramente ou administrativamente com o concurso. Contudo, comparecia às apresentações e cumprimentava os participantes ocasionalmente.
A ordem de apresentação dos participantes é definida por sorteio. A competição passou a disponibilizar transmissões em áudio via internet a partir de 1997, e, em 2009, transmitiu todas as apresentações ao vivo pela primeira vez em sua história.

## Medalhistas
| Year | Ouro                                                    | Prata                                                                | Bronze                                 |
| ---- | ------------------------------------------------------- | -------------------------------------------------------------------- | -------------------------------------- |
| 1962 | Ralph Votapek · Estados Unidos                          | Nikolai Petrov · União Soviética                                     | Mikhail Voskresensky · União Soviética |
| 1966 | Radu Lupu · Roménia                                     | Barry Lee Snyder · Estados Unidos                                    | Blanca Uribe · Colômbia                |
| 1969 | Cristina Ortiz · Brasil                                 | Minoru Nojima · Japão                                                | Mark Westcott · Estados Unidos         |
| 1973 | Vladimir Viardo · União Soviética                       | Christian Zacharias · Alemanha Ocidental                             | Michael James Houstoun · Nova Zelândia |
| 1977 | Steven De Groote · África do Sul                        | Alexander Toradze · União Soviética                                  | Jeffrey Swann · Estados Unidos         |
| 1981 | Andre-Michel Schub · França                             | Panayis Lyras · Estados Unidos · Santiago Rodriguez · Estados Unidos | Não atribuído                          |
| 1985 | José Feghali · Brasil                                   | Philippe Bianconi · França                                           | Barry Douglas · Reino Unido            |
| 1989 | Alexei Sultanov · União Soviética                       | José Carlos Cocarelli · Brasil                                       | Benedetto Lupo · Itália                |
| 1993 | Simone Pedroni · Itália                                 | Valery Kuleshov · Rússia                                             | Christopher Taylor · Estados Unidos    |
| 1997 | Jon Nakamatsu · Estados Unidos                          | Yakov Kasman · Rússia                                                | Aviram Reichert · Israel               |
| 2001 | Stanislav Ioudenitch · Uzbequistão · Olga Kern · Rússia | Maxim Philippov · Rússia · Antonio Pompa-Baldi · Itália              | Não atribuído                          |
| 2005 | Alexander Kobrin · Rússia                               | Joyce Yang · Coreia do Sul                                           | Sa Chen · China                        |
| 2009 | Nobuyuki Tsujii · Japão · Haochen Zhang · China         | Yeol Eum Son · Coreia do Sul                                         | Não atribuído                          |
| 2013 | Vadym Kholodenko · Ucrânia                              | Beatrice Rana · Itália                                               | Sean Chen · Estados Unidos             |
| 2017 | Yekwon Sunwoo · Coreia do Sul                           | Kenneth Broberg · Estados Unidos                                     | Daniel Hsu · Estados Unidos            |
| 2022 | Yunchan Lim · Coreia do Sul                             | Anna Geniushene · Rússia                                             | Dmytro Choni · Ucrânia                 |
| 2025 | Aristo Sham · Hong Kong                                 | Vitaly Starikov · Israel / Russia                                    | Evren Ozel · Estados Unidos            |

## Competições para amadores e jovens
Em 1999, foi criada uma edição voltada para pianistas amadores, destinada a intérpretes com 35 anos ou mais que apresentem alto nível técnico, desde que não tenham a música — seja através do ensino ou da performance — como principal fonte de renda. As edições para amadores foram realizadas nos anos de 2000, 2002, 2004, 2007, 2011 e 2016. A edição prevista para 2015 foi cancelada devido à inauguração da versão júnior da Competição Cliburn, voltada a jovens pianistas de destaque em idade escolar, oriundos de diversos países.
Assim como na competição principal, as versões amadora e júnior incluem rodadas solo e apresentações finais com a Orquestra Sinfônica de Fort Worth.